# Thomas Roberts (Gitarrist)
Thomas Roberts (* 4. November 1958 in Portland, Oregon; † 31. Januar 2006 ebenda) war ein US-amerikanischer Gitarrist und Songwriter der Punkband Poison Idea.

## Leben
Poison Idea wurde 1980 von Jerry Lang gegründet und bestand aus Jerry A., Tom „Pig Champion“ Roberts (Gitarre), Glen Estes (Bass) und Dean Johnson (Schlagzeug). Roberts war ab 1981 Mitglied der Band.
Seinen Spitznamen in der Band, „Pig Champion“ nahm er an, als er die Grenze von 204 Kilogramm auf der Waage erreicht hatte. Neben seinem starken Übergewicht wurde ihm auch ein Jahrzehnte anhaltender Alkohol- und Drogenkonsum zugeschrieben. Als Motto nannte Roberts in einem Interview im Jahr 1990: „Live fast, die young and leave a good-looking corpse.“ (deutsch: „Lebe schnell, sterbe jung und hinterlasse eine gutaussehende Leiche“).
1993 verließ Roberts die Band. Er starb am 31. Januar 2006 im Alter von 47 Jahren in seinem Haus in Portland.